# Zhou Qian
Zhou Qian (Yueyang, 11 de março de 1989) é uma lutadora de estilo-livre turca, medalhista olímpica.

## Carreira
Qian participou dos Jogos Olímpicos de Verão de 2020 em Tóquio, onde participou do confronto de peso pesado, conquistando a medalha de bronze após derrotar a japonesa Hiroe Minagawa.